# Gonatopus pallidus
Gonatopus pallidus är en stekelart som först beskrevs av Ceballos 1927.  Gonatopus pallidus ingår i släktet Gonatopus, och familjen stritsäcksteklar. Arten är reproducerande i Sverige.